# Брюа, Арман Жозеф
Арма́н Жозе́ф Брюа́ (фр. Armand Joseph Bruat, 26 мая 1796, Кольмар, Эльзас, Французская республика — 19 ноября 1855, Мессина, Сицилия, Королевство Обеих Сицилий) — французский военный и государственный деятель, адмирал Франции (15 сентября 1855), участник Крымской войны.

## Происхождение, ранние годы
Фамилия Брюа имеет окситанские корни, в основе её этимологии лежат слова «bru» или «bruc» — «вереск», а слово «bruat», означающее — «поле покрытое вереском», до сих пор сохранилось в названии местности в Верхней Луаре. Род Брюа (фр. Bruat) ведёт своё происхождение из города Поррантрюи (нем. Pruntrut,фр. Porrentruy) в Базельском епископстве (в настоящее время в кантоне Юра, Швейцария). В середине XV в. Брюа переселились из Швейцарии в соседний Франш-Конте во французских владениях и на полтора столетия обосновались в городке Гранвиллар (фр. Grandvillars), где до настоящего времени туристам показывают дом семейства Брюа — «Rue Notre — Dame». Родителями будущего флотоводца были Клод Жозеф Брюа (фр. Claude Joseph Bruat,1763-1807) и Антуанетта Блюм (фр. Antoinette Françoise Elisabeth Blum, 1772-1843). Клод Жозеф, судейский чиновник, поднявшийся на волне Революции, был членом магистрата Гранвиллара в 1791 году, в 1794-1796 годах депутатом Конвента, затем, до конца жизни, исполнял обязанности судьи в магистрате города Альткирш (фр. Altkirch) в Верхнем Рейне. Антуанетта Блюм была немкой, единственной дочерью парижского врача австрийского происхождения и гражданки Швейцарии.

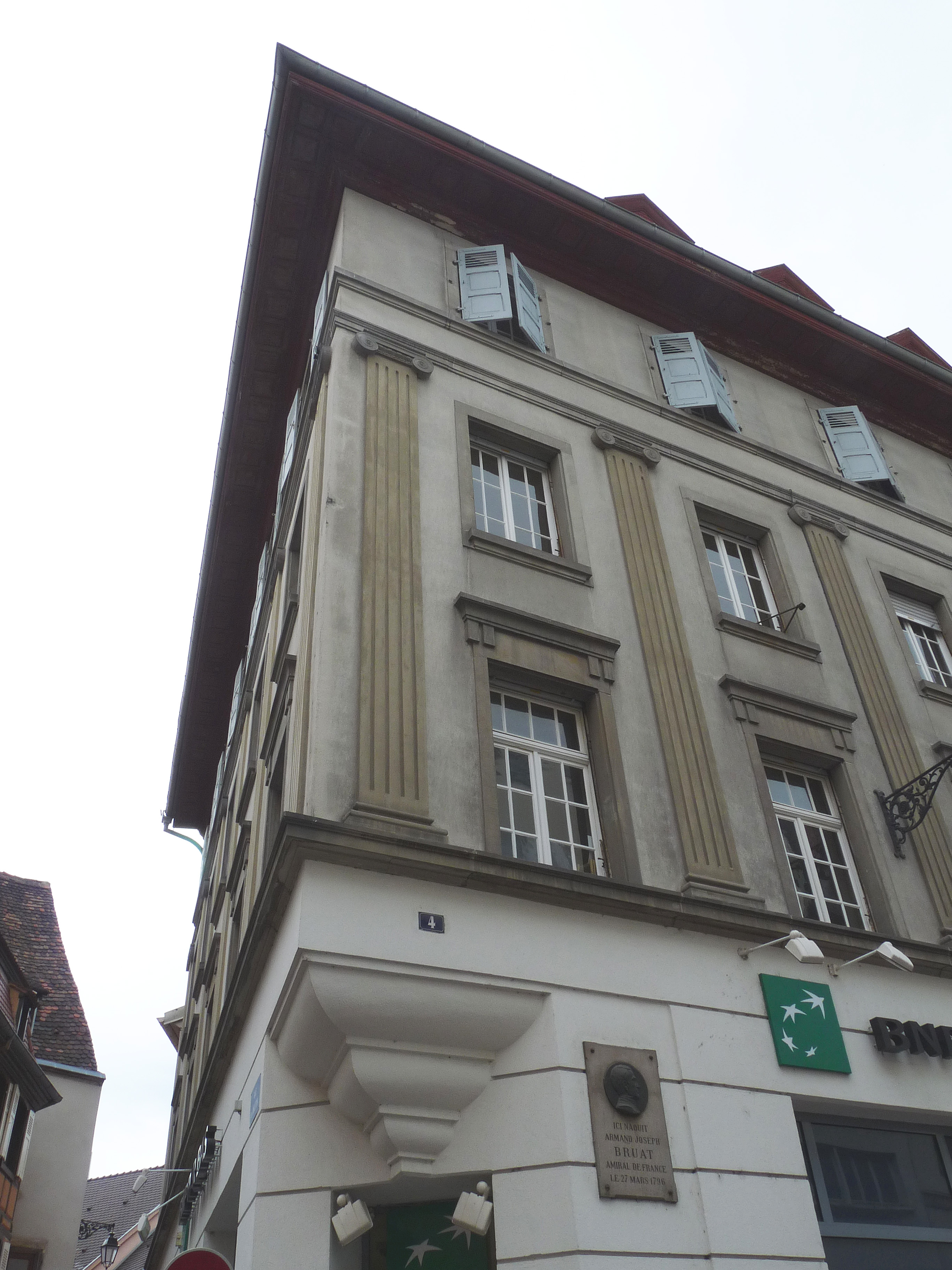
дом, где родился Брюа с мемориальной табличкой

Будущий адмирал родился 26 мая 1796 года на юге Эльзаса в городе Кольмар, центре департамента Верхний Рейн, детство его прошло в городке Оберларг (фр. Oberlarg) на 70 км южнее Кольмара, где его отцу принадлежал замок Шато-де-Моримонт (фр. Château du Morimont), конфискованный Первой французской республикой у пикардийских дворян де Виньякур. Кроме Армана, в семье Брюа был ещё один сын — Антуан Жозеф (1793-1876), избравший впоследствии карьеру дипломата. Начальное образование Арман Жозеф получал сначала в латинской школе города Тан (фр. Thann), в которой числился первым учеником, а затем в Центральной школе Верхнего Рейна в Кольмаре, первой технической школе в регионе (открыта в 1796 году). В 1811 году Арман Жозеф поступает в специальную школу военно-морского флота в Бресте, которую оканчивает в 1815 году в звании мичмана. 

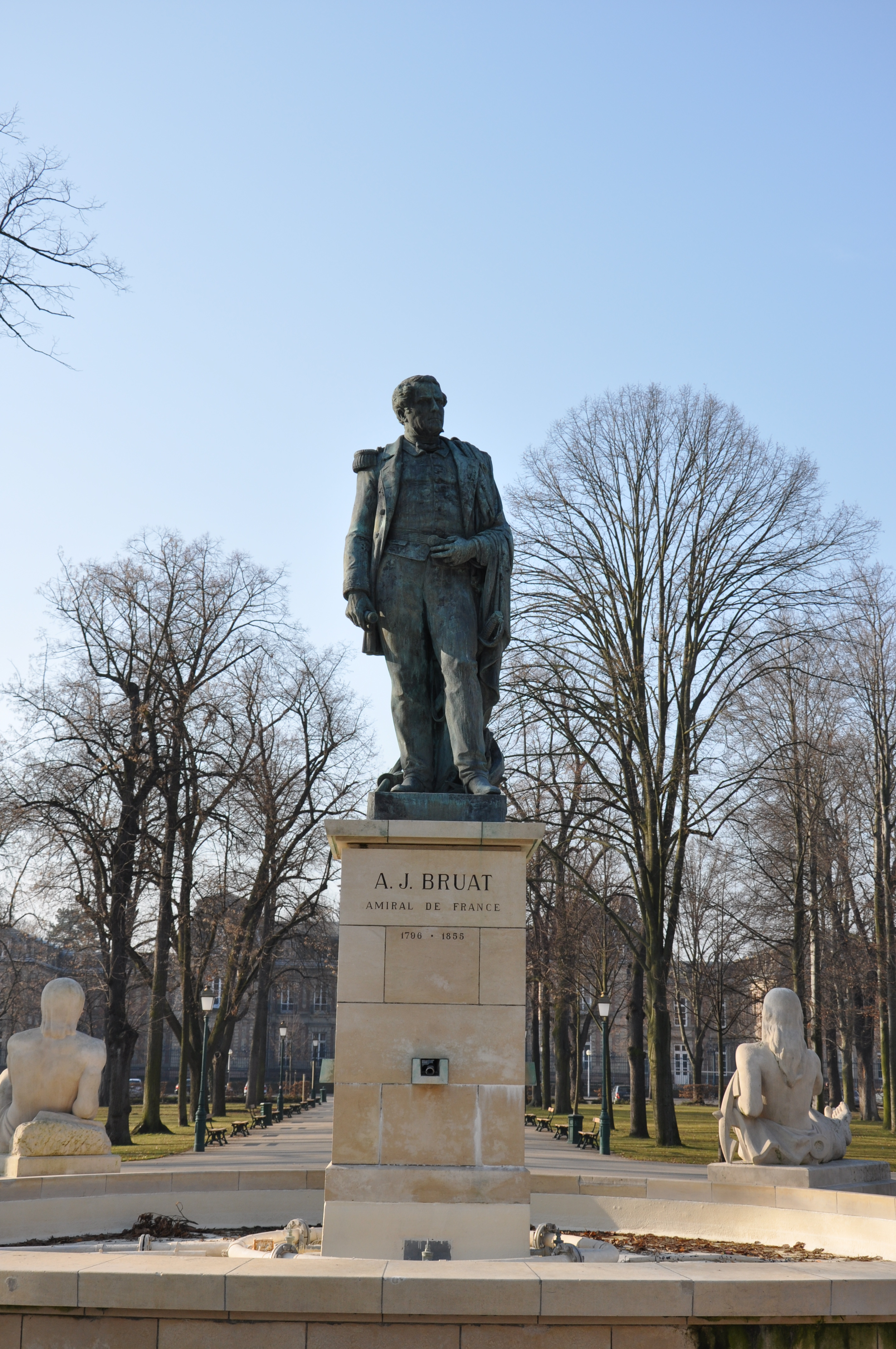
"фонтан Брюа"в Кольмаре, Огюст Бартольди́1864

## Карьера во флоте
Военно-морскую службу Брюа начал на новом, быстроходном бриге «Всадник» (фр. Le Hussard), построенном в 1815 году. На этом корабле он постигал науку морского дела, совершив в 1815-1817 годах под командованием командора Буве походы в Данию, Бразилию и Антильские острова. После возвращения он вступает на борт корвета «Надежда» (фр. "l'Espérance") в Левантийской эскадре, охранявшей интересы французской коммерции на Ближнем Востоке а также служившей практической «школой» для выпускников морских академий. Во время службы на «Надежде» Брюа был награждён капитаном судна Гривэ за то, что во время шторма бросился в море и спас тонущего человека. По окончании службы в 1819 году признан одним из лучших выпускников морской школы и получает чин лейтенанта. В 1819-1822 годах последовательно исполняет должности 1-го лейтенанта на линейных кораблях «Завоеватель» (фр. le Conquérant), «Громовержец» (фр. le Foudroyant) и фрегате «Диана» (фр. la Diane), на котором совершил поход в Сенегал. Во время этого похода он вновь прыгнул в штормовое море, спасая смытого за борт сослуживца, на этот раз Брюа едва не погиб, двоим морякам пришлось провести в волнах два с половиной часа, прежде чем их подобрали товарищи. С 2 ноября 1822 года по 27 декабря 1826 года Брюа в чине лейтенанта проделал сложнейший поход в водах Атлантического и Тихого океана на борту 18-пушечного авизо (класс шлюп/корвет) «Прилежный» (фр. la Diligente). В 1825 году у берегов Чили команда авизо захватила каперский корабль, попытавшийся атаковать судно.
В 1826 году Брюа возвращается в Левантийскую эскадру, получив назначение 1-м лейтенантом на линейный корабль «Бреслау» (фр. le Breslaw). На борту этого судна он принимает участие в первой для себя полноценной военной компании, предпринятой Францией, Великобританией и Россией в 1827 году против Османской империи, с целью принуждения последней к исполнению условий Лондонской конвенции. 20 октября 1827 года Левантийская эскадра под командованием адмирала де Риньи принимает участие в Наваринском сражении. В этом бою «Бреслау» способствовал уничтожению двух турецких фрегатов, бросил предписанную боевую позицию и пришёл на помощь английскому кораблю «Альбион», атакованному тремя турецкими судами, а затем прикрыл от огня русский флагман «Азов», русский адмирал Гейден впоследствии признал, что его корабль обязан своим спасением «Бреслау» и лично благодарил его капитана. Умение, проявленное Брюа в этом бою, доставило ему Орден Почетного легиона, а в следующем году командование собственным судном. В 1828 году он получает под командование 16 пушечный бриг «Силен» (фр. la Silène). Задача Брюа — патрулировать алжирское побережье с целью борьбы с пиратами и обеспечения безопасности передвижения французских судов. До 1830 года Брюа действует довольно успешно и даже захватывает несколько алжирских кораблей. 15 мая 1830 года «Силен» и другой бриг «Приключение» (фр. l' Aventure), выполняя разведывательный рейд, из-за навигационной ошибки садятся на мель у мыса Бенгут, экипажи судов попадают в плен к бедуинам, доставивших их в Алжир. Из 200 пленников выжило только 92, остальные были убиты во время пребывания в заключении. Консулы Великобритании и Сардинии добились у алжирского дея освобождения капитанов судов, но те отказались оставить своих подчинённых. Во время плена Брюа, рискуя жизнью, удаётся переправить командующему французским флотом адмиралу Дюперре записку о состоянии береговой обороны города. Освобождён Брюа только после захвата Францией Алжира 5 июля 1830 года. После освобождения он получает командование над бригом «Палинур» (фр. le Palinure), на котором плавает до 1832 года, затем командует бригом «Гренадер» (фр. le Grenadier) до 1835 года, в 1836-1837 г.г. командует бригом «Дюкедик» (фр. le Ducouédic), сопровождавшим в Левант фрегат «Ифигения» с принцем Жуанвилем на борту. В 1835-1838 годах служит во французском морском представительстве в Португалии, под началом капитана Тюрпена, там, в мае 1838 года получает чин капитана.
В 1838 году Брюа возвращается во флот Леванта (Эволюционная эскадра), получив командование над линейным кораблем «Йена» (L’Iéna). Благодаря постоянным тренировкам и упражнениям, введенным Брюа, канониры «Йены» достигли такого мастерства в стрельбе, что корабль производил один залп в минуту — удивительная скорострельность, замеченная даже искушенными англичанами. В 1839 году «Йена» становится флагманом эскадры, а Брюа — флаг-капитаном командующего контр-адмирала Э. Ж. Лаланда (1787—1844). Лаланд был одним из лучших командующих в Леванте — «это был мудрец, который своим снисхождением менее чем за год завоевал все сердца», постоянные маневры, учения и стрельбы превратили эскадру в мощную боевую единицу, адмирал нашел подход к каждому из командиров судов и умел использовать их сильные стороны. Флаг-капитан был противоположностью своего командующего: Лаланд «дружил» с матросами и был к ним снисходителен, Брюа требовал строгой дисциплины, Лаланд строил грандиозные планы и ставил недостижимые задачи, Брюа был скептиком, Лаланд любил долгие беседы, Брюа был молчуном, Лаланд был учёный и философ, Брюа — солдат. И, тем не менее, они идеально дополняли друг друга. Лаланд стал главным героем Египетского кризиса 1840 года, когда эскадра Леванта не помешала капудан-паше Османской империи Ахмеду Фаузи передать весь турецкий флот противнику султана Мухаммеду Али (событие получило название «дело Лаланда»). Великобритания и Россия поддержали султана Османской империи и заключили союз с Австрией и Пруссией против Египта. Франция оказалась в политической изоляции и под угрозой создания коалиции всех своих бывших противников, поэтому не вмешалась, когда британские и австрийские войска атаковали египетские в Бейруте и Акко. Лаланд, однако, предложил премьер-министру Тьеру и королю Луи-Филиппу I план: остановить российский Черноморский флот, заняв несколько турецких фортов в Дарданеллах, атаковать и захватить или уничтожить английскую эскадру в Леванте и использовать египетский флот для перевозки французских войск для вторжения в Ирландию. После таких заявлений Лаланд был немедленно отозван в Тулон и отстранён от командования в июле 1840 года. Лаланда заменил вице-адмирал барон Г. А. Гюгон (1783—1862), прославившийся борьбой с пиратами в Эгейском море в 1831 году, «самый опытный моряк, которого когда-либо имел французский флот», как высказался о нём современник. Гюгон немедленно произвёл кадровые перестановки среди командиров вверенных ему судов: в командование «Йеной» вступил капитан М. Тюрпен, Брюа получил командование над «Тритоном» (Le Triton), а бывший командир «Тритона» Ф. Гамелен, занял пост флаг-капитана командующего, сделавшего флагманом эскадры «Океан» (L' Océan). «Тритон» был одним из старейших кораблей эскадры, он прослужил уже более 20 лет, прославившись только тем, что его матросы занесли в 1835 году в Алжир холеру, унёсшую жизни 30 000 человек. 21 января 1841 года адмирал Гюгон решает вывести эскадру в зимний поход к Йерским островам. Желание командующего совершить плавание в самом сердце зимы по бурному морю в ночное время суток в нарушение устава и приказов командования один из его подчинённых объясняет скукой, одолевшей адмирала в Тулонском порту. Едва покинув порт, эскадра попала в страшный шторм, разметавший корабли по морю от Генуи до Минорки, четверо суток команды боролись со стихией, адмиральский корабль, потеряв эскадру, ушёл на Сардинию в сопровождении только одного фрегата, капитаны остальных судов спасались самостоятельно. Только один корабль достиг порта Йер, одно судно погибло, другое выбросилось на берег, остальные получили серьёзные повреждения, в том числе 4 из 5 линейных кораблей. Особенно тяжело пришлось «Тритону», трюмы корабля были заполнены водой, и насосам не хватало мощности, чтобы откачивать её, но, благодаря мастерству Брюа, корабль сумел добраться 24 января до Кальяо, где произвёл краткосрочный ремонт, позволивший ему достигнуть Тулона. Потери эскадры были равносильны проигранному сражению, ремонт затянулся на месяцы, самое удивительное, что подобная история происходила раньше, прославленный адмирал уже «топил» корабли во время зимних штормов, будучи командиром отряда в 1833 году у берегов Греции, но так и не извлёк необходимого урока. За спасение судна Брюа стал Офицером Ордена Почётного легиона, но служить под началом Гюгона дальше не хотел и, по окончании ремонтных работ на «Тритоне», оставляет командование кораблем и до 1843 года работает в морской префектуре Средиземноморья, ведавшей вопросами обороны, разведки и безопасности в регионе под командованием вице-адмирала Ж. Б. Гривэ (1778—1869). Воспользовавшись вынужденным пребыванием на берегу, Брюа устраивает личную жизнь, женившись в декабре 1841 года на дочери городского чиновника из Марселя, там же в 1842 году у четы Брюа рождается старшая дочь — Мария Тереза.

## Губернатор Маркизских островов

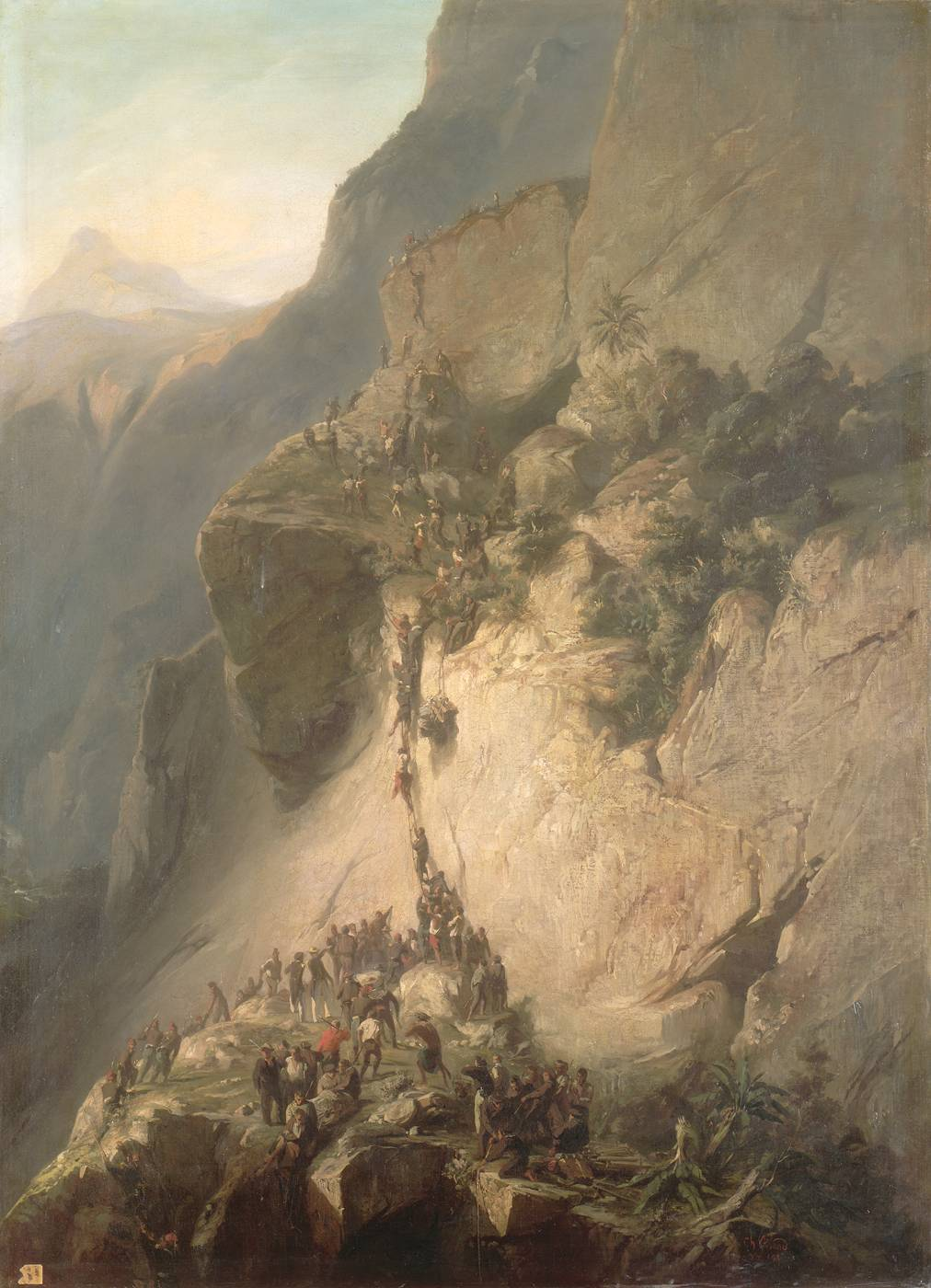
Штурм вершины Фатауа 17.12.1846 Себастьен Жиро, 1857

В 1843 году Брюа назначается французским консулом в королевстве Таити, губернатором Маркизских островов и командующим французскими морскими силами в регионе. Обстановка в регионе была очень сложной и запутанной. Только два года назад в 1841 году контр-адмирал Абель Обер Дюпти-Туар (1793-1864 гг.) аннексирует именем Франции Маркизские острова, чтобы нейтрализовать неограниченное влияние англичан в регионе. Затем, по собственной инициативе, а более благодаря советам Жака Антуана Моренхаута (1796-1879 гг.), знатока Полинезии, проживавшего на Таити с 1835 года, подписывает 9 сентября 1842 года договор о протекторате с королевой Таити Помаре IV, овладев, таким образом островами Общества. Франция признаёт несанкционированный захват, назначив Моренхаута консулом на Таити (исполнял обязанности в 1842—1843 годах), а адмирала Дюпти-Туара командующим морскими силами в Океании. Такие действия вызвали негативную реакцию Великобритании, уже долгие годы считавшей острова своими и активно проводившей там миссионерскую деятельность. Особенно остро воспринял эти события пастор Джордж Притчард (1796-1883 гг.), английский консул на Таити с 1839 года. Пастор ещё в 1839 году требовал от главы правительства лорда Пальмерстона установить над островом протекторат, а после отказа настраивал туземцев изгнать с острова французских католических миссионеров. Теперь же он открыто призывал к восстанию. Именно в такой сложный момент на острова прибывает Брюа в сопровождении 4 кораблей и 1000 солдат. После официальной ратификации Францией условий протектората, Моренхаут уступил Брюа свою должность, но остался при губернаторе ближайшим советником, заняв пост управляющего внутренними делами островов. В тот же год Брюа получает назначение на учреждённую должность губернатора французских поселений в Океании.
В 1844 году деятельность Притчарда принесла свои плоды, вызвав настоящее вооружённое восстание таитян с целью изгнания французов, королева Помаре IV поддержала восставших, в ночь с 30 на 31 января 1844 года покинув свою резиденцию и укрывшись на борту британского корабля «Василиск» (англ. Basilisk), доставившего её на остров Раиатеа. Оттуда она пишет письма к королеве Виктории, прося военной помощи, и к королю Луи Филиппу, требуя прекращения оккупации. Брюа конфискует имущество бежавшей королевы и начинает строительство укреплённых фортов для размещения гарнизонов, по его приказу в марте 1844 года с острова Таити депортируют в Чили главного подстрекателя конфликта пастора Притчарда, но ситуацию уже не исправить. Количество повстанцев на островах Таити и Муреа достигает 5000 человек, причем многие имеют огнестрельное оружие. На стороне восставших выступают правители соседних островных государств: король Бора-Бора Тапоа II (1806-1861 гг.), бывший муж королевы Помаре IV, король Раиатеа Таматоа IV (1797-1857 гг.) и королева Хуахине Терии-тариа II (1790-1858 гг.), бывшая супруга отца Помаре IV, разразилась полномасштабная франко-таитянская война. Поскольку Помаре IV отказывается вступать в переговоры с губернатором, Брюа решает действовать силой оружия, 21 марта 1844 года французы атакуют повстанцев близ Афаахити на Муреа, открыв военные действия, в ответ повстанцы атакуют форт Таравао, убив двух французских солдат. Брюа отдает приказ о бомбардировке восточного побережья Таити, а 17 апреля 1844 года во главе 440 солдат под прикрытием огня двух военных кораблей вступает в бой с 3000 повстанцев при Махаена (Mahaena), потери с обеих сторон очень значительны. 29 июня 1844 года таитяне предпринимают новые атаки на французские форты, убив 6 человек и 10 ранив. В августе 1844 года прибывают неутешительные вести из Франции: король Луи Филипп отказался ратифицировать аннексию островов Общества, не желая обострения отношений с Великобританией. Брюа, игнорируя это событие, продолжает военные действия. В апреле 1845 года он предписывает начать морскую блокаду островов Раиатеа и Хуахине. Резкая реакция на это Великобритании, а также катастрофическое поражение французов при попытке высадиться на Хуахине 12 апреля 1846 года заставило Брюа отказаться от блокады. Активные военные действия продолжались до 17 декабря 1846 года, когда французский отряд одержал победу над восставшими на вершине Фатауа (Fautahua), взяв в плен лидеров восстания, и 18 декабря основные силы повстанцев сложили оружие. 23 декабря 1846 года Брюа получает чин контр-адмирала, соответствующий занимаемому им посту. Великобритания предлагает Франции приемлемые условия протектората, распространив его только на Таити и Муреа, а Бора-Бора, Раиатеа и Хуахине сохраняют статус независимых королевств. Брюа условиями недоволен и раздражён отношением королевы, отказывающейся вернуться на Таити, он требует аннексии островов или отречения королевы. Королева Помаре IV вернулась в Папеэте в феврале 1847 года, боясь, что судьба островов может быть решена без её участия, она согласна на переговоры при условии смены агрессивного и воинственного губернатора. Брюа отзывают в Париж, заменив более дипломатичным Шарлем Лаво (1798-1878 гг.). Итогом четырёхлетнего правления Брюа в Океании стало утверждение власти Франции на островах Общества, но сделано это было ценой огромных материальных затрат и больших человеческих жертв, тем не менее, деятельность Брюа была оценена награждением орденом Почётного легиона (великий офицер) в 1847 году. Также необходимо учесть, что кроме кровопролитной войны, под руководством Брюа было основано несколько школ на Таити, а также расширена гавань и обустроен город Папеэте, ставший центром французской колониальной администрации.

## Губернатор Мартиники

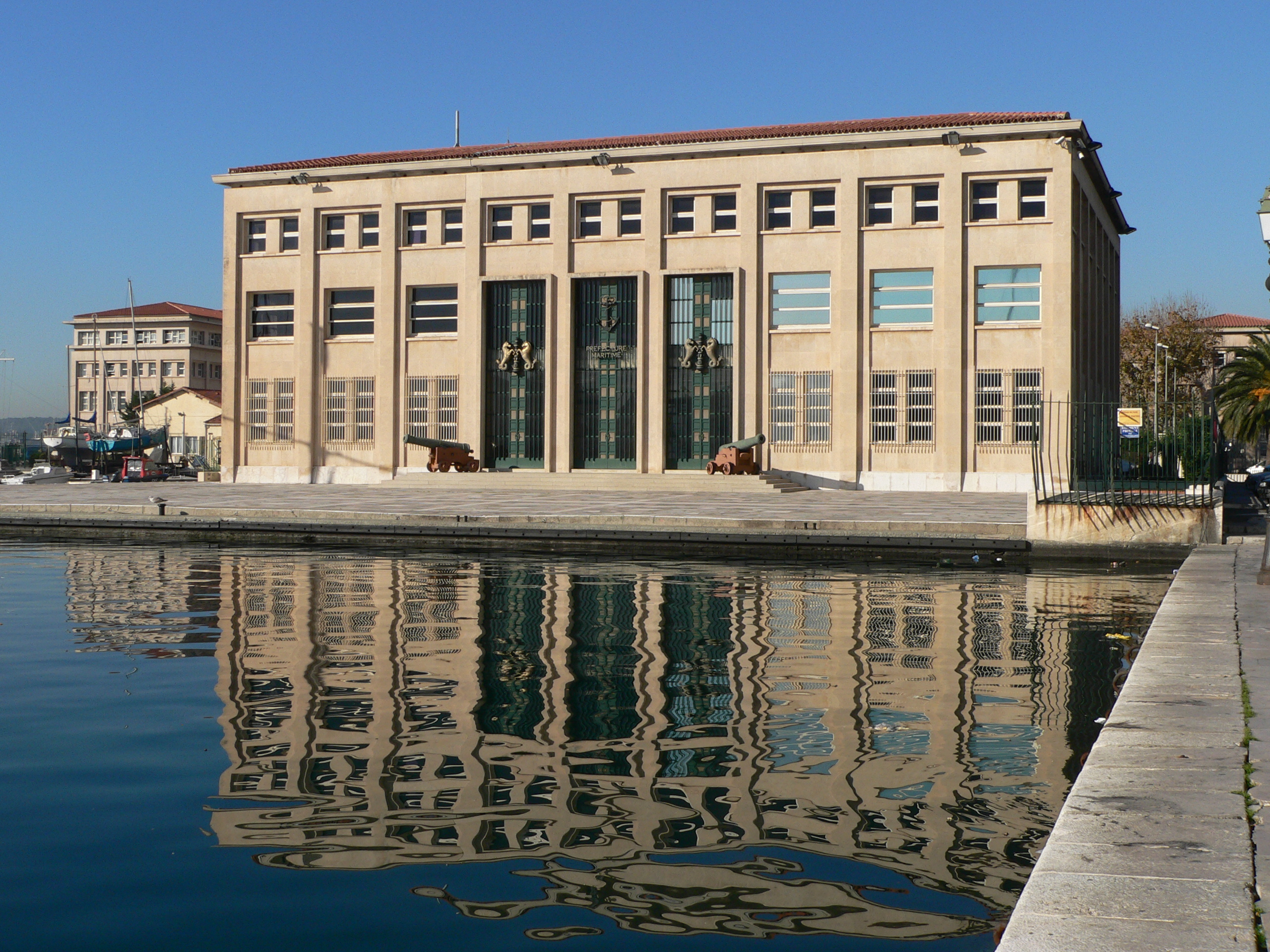
Морская префектура Тулона, которой руководил Брюа в 1848—1849 г.г.

Брюа возвращается на родину из Полинезии в преддверии Революции 1848 года и становления Второй республики. В июле 1847 года занимает должность Тулонского морского префекта, в обязанности которого входило исполнение полицейских функций во вверенном морском районе (Тулонскому префекту подчинялся Средиземноморский регион), а именно: обеспечение свободного морского и прибрежного каботажа, безопасность морских путей и контроль вылова рыбы. Функции морского префекта Брюа исполняет до 1849 года. В марте 1849 года назначен генерал-губернатором Мартиники, другой проблемной заморской территории Франции. Временное правительство Второй республики 27 апреля 1848 своим декретом отменило рабство в колониях, но ещё до оглашения декрета на Мартинике 22 мая 1848 года восстали рабы на сахарных плантациях, и местный губернатор своим решением санкционировал отмену рабства 23 мая, декрет был зачитан только 3 июня 1848 года. Большинство населения Мартиники составляли теперь бывшие рабы: в 1848 году, перед отменой рабства, на острове проживало 72 859 рабов, 38 729 освобождённых бывших рабов и только 9 542 белых колониста. После отмены рабства Мартиника получила 70 тысяч безработных голодных ртов, негативно настроенных по отношению к белому меньшинству, и глубокий экономический кризис, так как экономика строилась на выращивании сахарного тростника, добывать который стало некому. Плантаторы усугубили ситуацию, наняв для работы индийцев (25,5 тысяч чел.), африканцев из Конго (10,5 тысяч чел.) и китайцев (978 чел.) из Шанхая и Гуанчжоу, занявших рабочие места освобожденных рабов. Аналогичная ситуация сложилась на соседней Гваделупе, другом острове французских Антильских островов. В это время в Фор-де-Франс прибывает новый губернатор Брюа. Немало беспокойства губернатору в его попытках найти компромисс между плантаторами и бывшими рабами доставляет Виктор Шельшер (1804—1893), депутат от Мартиники в Учредительном собрании Франции с 1848 года и активный борец с рабством. Делая политическую карьеру во Франции, Шельшер не забывает о родной Мартинике и регулярно будоражит её общественность своими сочинениями, содержащими призыв бывшим рабам к борьбе за равноправие с белым населением: «Голос истины рабочим и сельским труженикам Мартиники» (фр. La verité aux ouvriers et cultivateurs de la Martinique, 1850 год), «Протест негров и мулатов, граждан Франции, против клеветнических обвинений» (фр. Protestation des citoyens français nègres et mulâtres contre des accusations calomnieuses, 1851 год) и др. Несмотря на все сложности, Брюа удалось сохранить мир в колонии весь срок своего губернаторства, когда его сменил на этом посту бывший морской министр Франции Огюст Наполеон Вайллан. За успешное исполнение своих обязанностей Брюа в 1852 году производят в вице-адмиралы. Вернувшись во Францию, адмирал пережил личную трагедию: 31 декабря 1852 года его супруга родила долгожданного наследника, сына назвали Арман Жозеф, в честь отца, но ребёнок родился слабым и прожил только один день.

## Крымская война

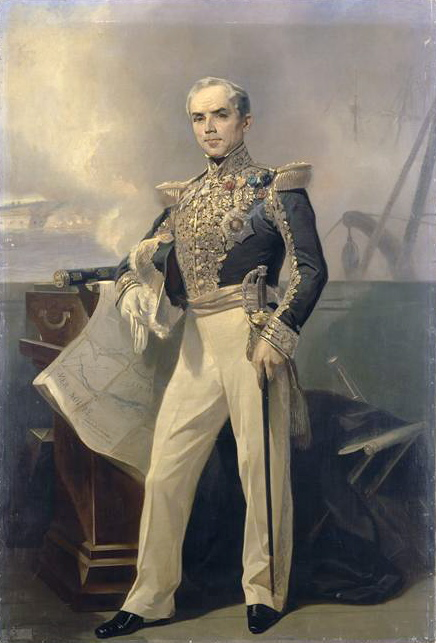
Брюа — командир эскадры Пьер Жиро, 1856

Покинув Францию республикой, по возвращении Брюа застает её империей. Император Наполеон III поручает ему в 1853 году командование эскадрой, которая, ввиду нарастающего напряжения между Французской и Российской империями, должна присоединиться к Эволюционной эскадре под командованием вице-адмирала Гамелена, для оказания давления на русскую дипломатию. Брюа соединяется с Гамеленом у берегов Мальты, где в июле 1853 создается флот Средиземного моря, состоящий из трёх эскадр, командующим назначен Гамелен, его заместителем Брюа, поднявший флаг на линейном корабле «Монтебелло» (фр. Le Montebello, 118 орудий, 1812 год). 22 декабря 1853 года корабли союзников вошли в Чёрное море, 17 января 1854 года Наполеон III предъявляет ультиматум Николаю I, после его отклонения российской стороной 15 марта 1854 года Франция, к которой присоединились Великобритания и Сардиния, объявила войну России, вспыхнула Крымская война. 17 октября 1854 года во время первой бомбардировки осажденного союзниками Севастополя едва не погибает адмирал Гамелен в результате прямого попадания в его флагманский корабль снаряда с русской береговой батареи, попытка союзного флота прорваться в Севастопольскую бухту отражена. 14 ноября 1854 шторм наносит союзному флоту повреждения гораздо большие, чем русские батареи, потеряно 52 судна, из них 25 военных транспортов. В дополнение к этой катастрофе французских моряков с самого начала кампании косит холера, уничтожая целые экипажи. 2 декабря 1854 Гамелен получает высший флотский чин адмирала Франции и возвращается в Париж, чтобы занять пост морского министра, командование французским флотом в Чёрном море он передаёт Брюа. Новый командующий действует гораздо активнее Гамелена, на его счету несколько серьёзных морских операций. Прорвавшись в Азовское море, 12 мая, 7 июля и 19 августа 1855 года союзный флот бомбардирует г. Таганрог, 24 мая 1855 года г. Мариуполь, 3 и 5 июля 1855 года г. Бердянск. 30 августа 1855 года пал Севастополь, но мира не последовало, 17 октября 1855 Брюа проводит последнюю операцию против русских, овладев Кинбурном. За успехи в командовании Брюа получает 15 сентября 1855 года высший чин французского флота адмирал Франции, но он уже сломлен холерой и, оставив флот зимовать в Севастопольском порту, направляется во Францию. На флагманском «Монтебелло» во время войны холерой заболели 421 человек, 164 из которых скончались. Командующий флотом скончался по дороге домой 19 ноября 1855 года на борту «Монтебелло» в порту Мессины, его тело доставлено в Тулон, затем в Париж и 5 декабря 1855 года погребено на кладбище Пер-Лашез.

## Семья

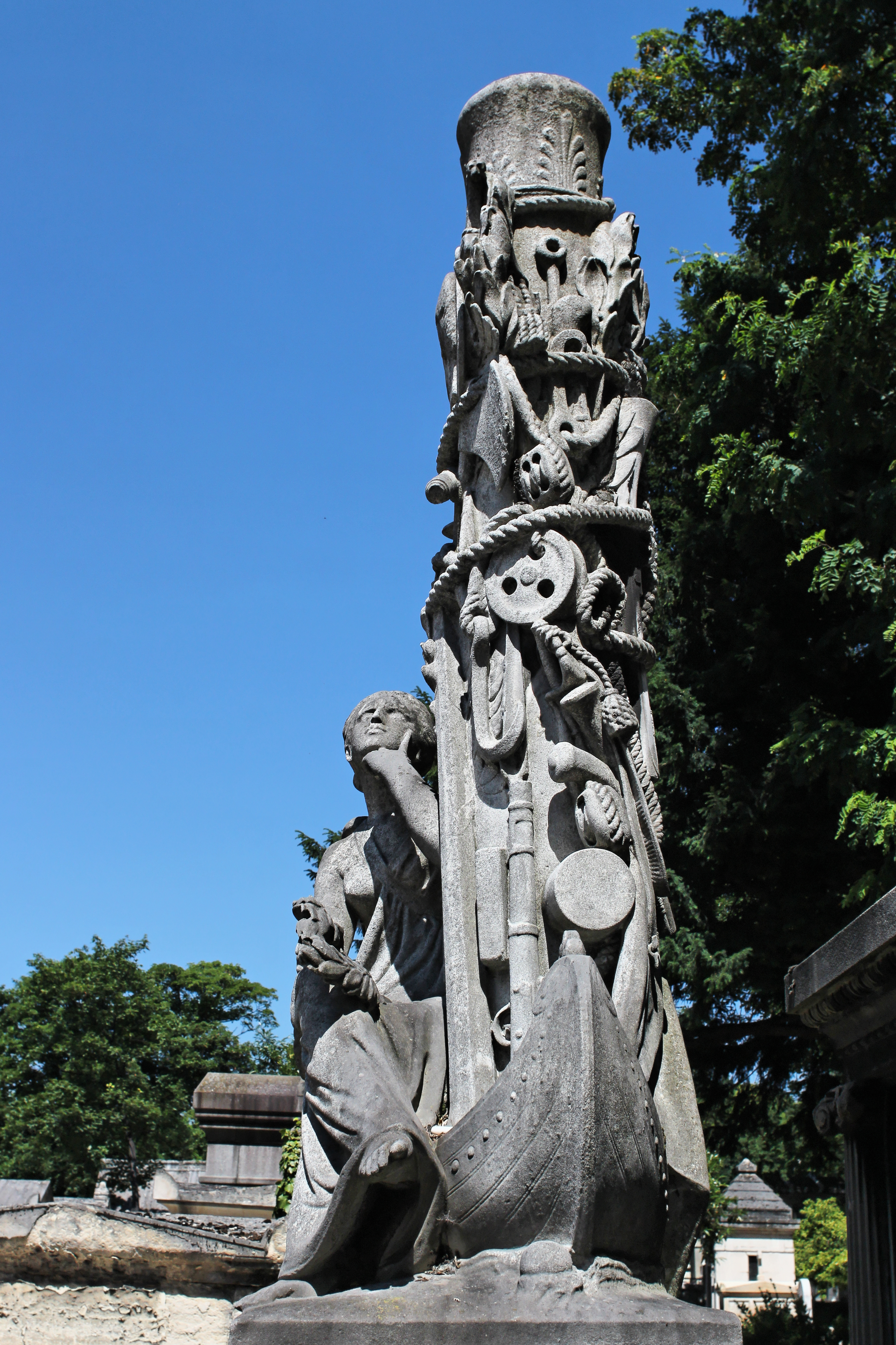
могила адмирала Брюа и его супруги на кладбище Пер-Лашез

Женился Брюа во время первой службы в морской префектуре Тулона 2 декабря 1841 года в Марселе, его избранницей стала Каролина Фелиция Пейтави (фр. Caroline Félicité Peytavin,1821-1893), дочь чиновника городского магистрата. После смерти адмирала Наполеон III сделал его вдову гувернанткой «детей Франции», воспитателем детей императорской семьи, похоронена Каролина Фелиция вместе с мужем на кладбище Пер-Лашез. В браке у супругов было три дочери:
- Мария Тереза (фр. Marie-Thérèse Bruat, род. 1842, Марсель, Франция), c 1866 года муж Исайя де Буассьё (1839—1930);
- Маргарита (фр. Marguerite Adèle Marie Bruat, 31 августа 1844, Папеэте, Таити — 18 мая 1928, Лурд, Франция), с 1877 года муж Эрнест Арриги де Казанова (1814—1888), герцог Падуанский, министр внутренних дел Франции в 1859 году, сенатор;
- Берта (фр. Berthe Bruat, 1848—1901).

Считается, что характер средней дочери адмирала воплощен в образе Элизабет Маргариты Гийон, литературного персонажа, героя произведений популярного в своё время писателя Викторина Монио (фр. Victorine Monniot, 1824—1880), который во время написания своего романа «Журнал Маргариты» (окончен в 1858) был учителем младших дочерей Брюа.

## Награды
- Кавалер ордена Почётного легиона (1827 год)[19]
- Офицер ордена Почётного легиона (1841 год)[20]
- Командор ордена Почётного легиона (1844 год)[21]
- Великий офицер ордена Почётного легиона (1847 год)[22]
- Военная медаль (5 марта 1855 года)

## Память
Имя адмирала Брюа носят улицы в Гранвилларе, Кольмаре, Бресте, Сен-Луи и Папеэте, его именем назван корабль французского военно-морского флота (шлюп «Bruat»), на родине флотоводца в Кольмаре, по решению городского магистрата скульптором Огюстом Бартольди в 1864 году воздвигнут памятник в виде фонтана — популярная достопримечательность города в наше время.